# Scotodryas
Scotodryas é um gênero de traça pertencente à família Agonoxenidae.